# Cil'ma
La Cil'ma (in russo Цильма?) è un fiume della Russia europea settentrionale, affluente di sinistra della Pečora. Scorre nel Lešukonskij rajon dell'Oblast' di Arcangelo e nell'Ust'-Cilemskij rajon della Repubblica dei Komi.
Nasce dal versante orientale dei rilievi dei Timani, attraversandoli dapprima in senso longitudinale, con direzione settentrionale; piega successivamente verso est, entrando in una regione bassa, piatta e paludosa. Sfocia nella Pečora a 415 km dalla foce, in prossimità del villaggio di Ust'-Cil'ma e poco a valle della foce della Pižma. Ha una lunghezza di 374 km; l'area del suo bacino è di 21 500 km². Gli affluenti principali sono: Kosma, Myla, Tobyš, Usa.
Lungo il corso inferiore del fiume serpeggia una strada che collega diversi villaggi: Ročevo, Filippovo, Nonburg e Trusovo. il clima rigido provoca lunghi periodi di congelamento delle acque, che in un anno medio vanno da fine ottobre a fine aprile - maggio.